# Đông Nhi
Mai Hồng Ngọc (sinh ngày 13 tháng 10 năm 1988), thường được biết đến với nghệ danh Đông Nhi, là một nữ ca sĩ, nhạc sĩ, nhà sản xuất thu âm kiêm diễn viên người Việt Nam. Với khả năng biến hóa đa dạng trong âm nhạc và phong cách trình diễn, cô được đánh giá là một trong những nghệ sĩ âm nhạc Việt Nam xuất sắc nhất trong thế hệ của mình.
Trong suốt sự nghiệp âm nhạc của mình, Đông Nhi đã giành được nhiều giải thưởng, bao gồm giải Cống hiến năm 2019 với hạng mục Ca sĩ của năm, sáu lần liên tiếp giành giải Nữ ca sĩ được yêu thích nhất của Zing Music Awards từ năm 2011 đến năm 2016, bốn lần giành giải Nữ ca sĩ nhạc nhẹ của giải Mai Vàng, một giải Ca sĩ Việt Nam xuất sắc nhất châu Á của giải thưởng MAMA, Ca sĩ Đông Nam Á xuất sắc nhất của giải thưởng âm nhạc MTV EMA 2016. Ngoài ra, cô còn đoạt giải Big Apple Music Awards (BAMA) và được Tổng Liên đoàn Lao động Việt Nam trao bằng khen về những cống hiến trong âm nhạc.

## Tiểu sử và sự nghiệp

### 1988–2008: Những năm thiếu thời và khởi đầu sự nghiệp
Đông Nhi sinh ra tại Hà Nội. Gia đình cô có hai người con gái, cô và người chị lớn hơn cô 6 tuổi. Đến năm cô được hai tuổi, gia đình lại chuyển vào Thành phố Hồ Chí Minh để sinh sống. Lúc còn nhỏ Đông Nhi đã sớm bộc lộ sở thích ca hát, khi còn học tại trường trung học phổ thông, Đông Nhi tham gia rất nhiều các cuộc thi hát, đạt được một số giải thưởng và cũng gặp không ít thất bại, điển hình nhất là cô từng bị loại ở vòng thử giọng của cuộc thi Vietnam Idol vào năm 2007. Đông Nhi thi vào trường Đại học Khoa học Xã hội và Nhân văn nhưng vì yêu thích ca hát cô ấy đã thi vào Nhạc viện Thành phố Hồ Chí Minh và đỗ á khoa. Sau này, Đông Nhi đầu quân vào công ty NewGen và trở thành ca sĩ độc quyền. Thời điểm ấy, dòng nhạc teen đang thịnh hành, hai ca khúc Chàng Baby Milo và Đu quay tình yêu ra mắt đánh trúng thị hiếu giới trẻ, nhanh chóng được yêu thích. Sau một thời gian ngắn, công ty NewGen cho rằng thời điểm hiện tại không phù hợp với hình tượng mạnh mẽ của Đông Nhi, quyết định chỉ tập trung lăng xê hình tượng ngọt ngào của Khổng Tú Quỳnh.
Cô cùng quản lý tách ra riêng, hoạt động độc lập, quay về với con số không. Tuy nhiên, nhờ nắm bắt được xu hướng nghe nhạc online lúc bấy giờ, Đông Nhi cùng quản lý đã thu âm ca khúc Khóc và đăng tải lên các trang nghe nhạc trực tuyến gây nên cơn sốt ngay lập tức. Thành công của ca khúc Khóc đã thôi thúc cả hai tiếp tục bắt tay sản xuất các nhạc phẩm khác và cũng được đón nhận nồng nhiệt từ khán giả như Bối rối, Bí mật của hạnh phúc, Lời thú tội ngọt ngào,... Những ca khúc này đã đưa tên tuổi của Đông Nhi đến gần hơn với công chúng, trở thành ca sĩ trẻ mới trong V-pop. Đông Nhi làm việc cho hãng đĩa Tinu Production do cô đồng quản lý với Đằng Phương. Ngoài ra, cô còn tham gia một số chương trình truyền hình với tư cách là người dẫn chương trình, và tham gia đóng vai trong một số bộ phim gồm Giải cứu thần chết, Thứ ba học trò, Công chúa teen và ngũ hổ tướng.

### 2009–2013:The First StepvàThe Singer

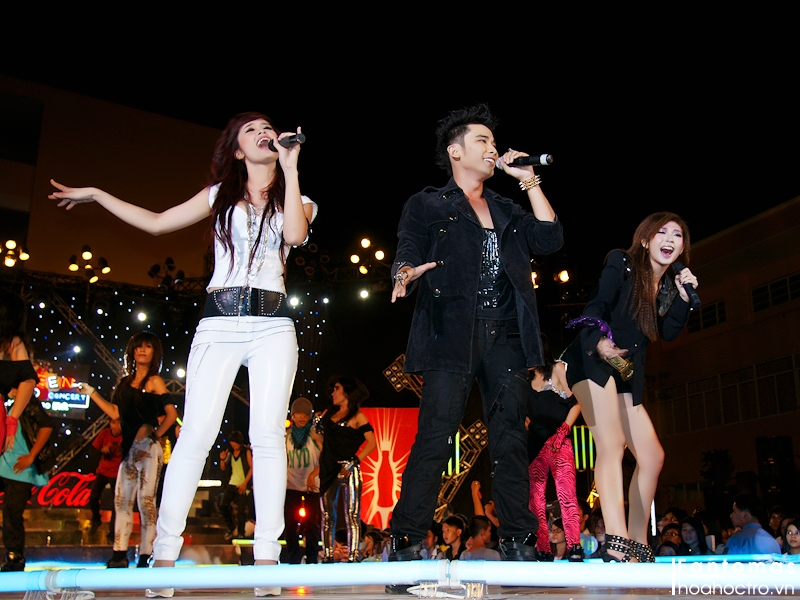
Đông Nhi biểu diễn cùng Chí Thiện và Khổng Tú Quỳnh, năm 2010.

Ngày 19 tháng 11 năm 2009, Đông Nhi tạm ngưng ca hát 2 tháng do sức khỏe không cho phép, trước đó cô đã phải đi cấp cứu sau khi biểu diễn. Trong thời gian gần đây đã xuất hiện tin đồn cô có bầu khiến Đông Nhi phải lên tiếng. Đến tháng 9 năm 2010, Đông Nhi đã trở lại với ca hát bằng album đầu tay The First Step với 10 ca khúc do cô sáng tác, mở đầu cho hoạt động của cô. Album được khán giả bình chọn nhiều nhất tại chương trình Album Vàng của tháng và nằm trong Top 10 Album được yêu thích ở Zing Music Award. Năm 2011, Đông Nhi cho phát hành single "Từng thuộc về nhau". Ca khúc trở thành bài hát làm mưa làm gió trên các bảng xếp hạng âm nhạc thời điểm đó.
Vào tháng 9 năm 2011, cô phát hành mini album The Singer bao gồm những sáng tác của các nhạc sĩ như Đức Trí, Lưu Thiên Hương, Mr. Siro, Mạnh Quân. Trong đó, music video Cho em một lần yêu của Đông Nhi đạt giải Digital Online - Music video được tải nhiều nhất trên các mạng viễn thông ở giải thưởng MTV video Âm nhạc Việt. Cũng trong năm này, Đông Nhi nhận giải thưởng Nữ ca sĩ được yêu thích nhất Zing Music Award 2011 và The Singer nằm trong Top 10 Album của năm.
Đầu năm 2012, Đông Nhi đã tham gia lồng tiếng phim hoạt hình Hollywood Thần Lorax cùng Thanh Bạch. Cuối tháng 4 năm 2012, Đông Nhi ra mắt music video Sau mỗi giấc mơ với 80% cảnh quay dưới nước, gây bão trên các bảng xếp hạng âm nhạc trong nước. music video giành giải music video xuất sắc nhất tại Yan Vpop 20 Awards 2012 và Đông Nhi nhận giải là Nữ ca sĩ được yêu thích nhất Zing Music Award 2012. Cuối năm 2012 Đông Nhi tham gia phim Bộ tứ hoàn hảo và tổ chức Mini Concert tri ân người hâm mộ được tài trợ bởi Zing Mp3.
Đầu năm 2013, Đông Nhi làm người dẫn chương trình cho mùa thứ tư của chương trình Bước nhảy hoàn vũ cùng với Lương Mạnh Hải. Trong năm này, Đông Nhi chia tay quản lý Đằng Phương và hoạt động âm nhạc dưới sự quản lý của công ty 6th Sense Entertainment do Ông Cao Thắng tự thành lập công ty năm 2012. Sau khi vào công ty, những sản phẩm âm nhạc của cô cũng được đầu tư kỹ càng và chăm chút hơn. Đông Nhi lột xác và bứt phá với hình tượng quyến rũ và gợi cảm cùng dòng nhạc electronic dance music thịnh hành với loạt hit mới. I Wanna Dance được coi là ca khúc mở đầu cho quá trình lột xác của cô. Song song với đó Đông Nhi vẫn đạt được nhiều thành công với pop trong năm này như: Tìm về, Xóa... Trong đó "Tìm về" là sản phẩm âm nhạc vẽ 3D đầu tiên ở Việt Nam thời điểm đó. Năm 2013 là năm thành công của Đông Nhi khi giành được một số giải thưởng tại các lễ trao giải. Cô trở thành gương mặt quảng cáo cho một số nhãn hàng và là một trong những ca sĩ có lượng người hâm mộ lớn.

### 2014–2015:I Wanna DancevàHoà âm Ánh sáng
Đầu năm 2014, Đông Nhi phát hành Album Vol 2 I Wanna Dance với thể loại nhạc Dance - Electronic, đem lại cho cô các ca khúc thành công: I Wanna Dance, Giận lòng, Hey Boy,...Trong album nữ ca sĩ thực hiện một quyển sách ảnh 140 trang tặng kèm theo album và chỉ phát hành 1.000 bản đặc biệt này, sau đó sẽ cho ra mắt phiên bản thường với giá thành thấp hơn, bản đặc biệt của album này được tiêu thụ hơn 1.000 bản chỉ trong ngày đầu ra mắt trên shop online và Đông Nhi dự kiến sẽ sản xuất thêm. Cuối tháng 9, Đông Nhi xác nhận làm giám khảo chương trình Vợ chồng mình hát cùng Ông Cao Thắng trên HTV9.
Tháng 10 năm 2014, Đông Nhi ra mắt music video Bad Boy gây sốt trên các bảng xếp hạng: Youku (Trung Quốc), Tây Ban Nha,... Bài hát giúp cô giành giải "Ca khúc Dance/Electronica được yêu thích nhất" tại lễ trao giải Zing Music Awards 2014 và lần thứ 4 nhận giải nữ ca sĩ được yêu thích nhất. Bài hát là bước ngoặt trong sự nghiệp của Đông Nhi, xây dựng hình ảnh cô ca sĩ gợi cảm, quyến rũ với dòng nhạc Dance - EDM hiện đại với xu hướng thế giới. Đông Nhi được nhận giải Nữ ca sĩ xuất sắc nhất ở Yan Vpop 20 Award... Ở Giải Mai Vàng lần thứ 19, Đông Nhi lần đầu tiên đoạt giải Nữ Ca sĩ nhạc nhẹ yêu thích nhất.

Đông Nhi trình diễn "Shake the Rhythm" tại Hòa âm Ánh sáng.

Đầu năm 2015, Đông Nhi tham gia chương trình truyền hình thực tế The Remix – Hoà âm Ánh sáng lần đầu tiên được tổ chức tại Việt Nam. Đầu tháng 2, tại Giải Mai Vàng lần thứ 20, Đông Nhi tiếp tục nhận được giải thưởng Nữ Ca sĩ nhạc nhẹ được yêu thích nhất. Cuối tháng 3 năm 2015 trong Liveshow 6 của chương trình The Remix – Hoà Âm Ánh Sáng Đông Nhi thể hiện sáng tác mới của mình và Đỗ Hiếu là Stop Loving You (Vì ai vì anh), ngay lập tức chiếm giữ vị trí cao trong các bảng xếp hạng âm nhạc Việt Nam như Top 1 Zing MP3...
Ngày 28 tháng 3 năm 2015, Đông Nhi chính thức làm giám khảo cuộc thi Toả Sáng Tài Năng Châu Á cùng Midu, Lâm Vinh Hải. Vào ngày 5 tháng 4 năm 2015, với hơn 73,07% tin nhắn bình chọn Đông Nhi xuất sắc nhận giải nữ ca sĩ được yêu thích nhất HTV Award.
Vào ngày 3 tháng 5 năm 2015, cô đã đăng quang cuộc thi The Remix mùa đầu tiên và nhận thêm giải Nhóm thi được yêu thích nhất cùng Producer Đỗ Hiếu và DJ Mike Hào với 4 lần đạt giải Nhóm thi xuất sắc nhất, 9 lần đứng đầu bình chọn khán giả trên tổng 10 liveshow (không tính liveshow 1 và Gala chung kết).
Ngày 15 tháng 5 năm 2015, Đông Nhi ra mắt music video Vì ai vì anh kết hợp cùng Isaac với 80% kĩ xảo 3D hiện đại, music video đạt hơn 1.000.000 lượt xem và chiếm ngôi đầu bảng Zing MP3 chỉ trong ngày đầu ra mắt. Ca khúc này nhận giải Music Video của năm tại lễ trao giải Zing Music Award 2015 và lần thứ 5 liên tiếp Đông Nhi nhận giải ca sĩ được yêu thích nhất. Trong giải thưởng Yan Vpop Award 2015, ca khúc Vì ai vì anh đã nhận giải thưởng cho bài hát xuất sắc nhất.
Ngày 16 tháng 5 năm 2015, Đông Nhi xác nhận làm giám khảo cuộc thi Ngôi sao Phương Nam cùng Quang Hà, Dương Ngọc Thái. Ngày 31 tháng 5 năm 2015, Đông Nhi đã trở lại chương trình Việt Nam Idol với vai trò khách mời, cô đã biểu diễn ca khúc "Hot" trong đêm gala kết quả 1. Ngày 2 tháng 7 năm 2015, Đông Nhi xác nhận làm giám khảo cuộc thi BeU with Honda 2015 cùng Noo Phước Thịnh, Hồ Hoài Anh, John Huy Trần...
Vào ngày 2 tháng 12 năm 2015, Đông Nhi trở thành ca sĩ Việt Nam nhận giải thưởng Mnet Asian Music Awards (MAMA) cho "Ca sĩ châu Á xuất sắc nhất" (Best Asian Artist). Dù không có mặt tại lễ trao giải, cô vẫn xuất hiện trên màn hình sân khấu của lễ trao giải diễn ra tại Hong Kong với chiếc cúp trên tay.
Ngày 14 tháng 12, Đông Nhi cùng ekip của cô cho ra mắt music video Boom Boom được đầu tư hoành tráng cũng như được trau chuốt về mặt hình ảnh và âm nhạc với hiệu ứng trap.

### 2016–2017:Giọng hát Việt nhívàGiọng hát Việt
Ngày 22 tháng 1 năm 2016, ở Giải Mai Vàng lần thứ 21 Đông Nhi lần thứ 3 liên tiếp nhận được giải thưởng Nữ ca sĩ nhạc nhẹ được yêu thích nhất cùng với giải Top 10 nghệ sĩ của năm. Ngày 25 tháng 1 năm 2016, cô được tạp chí Forbes Việt Nam tôn vinh vào danh sách 30 gương mặt trẻ dưới 30 tuổi nổi bật nhất năm (30 Under 30) với tên thật của mình là Mai Hồng Ngọc.
Ngày 9 tháng 2 năm 2016, Đông Nhi phát hành MV cho đĩa đơn "Pink Girl" với sự góp mặt của bạn trai Ông Cao Thắng. "Pink Girl" được sản xuất bởi nhạc sĩ Đỗ Hiếu với chất nhạc Tropical House hiện đại. Phần lời của ca khúc viết bởi Đỗ Hiếu - Huỳnh Quốc Huy, lời rap do Huỳnh Hiền Năng đảm nhận.
Ngày 8 tháng 4 năm 2016, cô cùng Ông Cao Thắng chính thức xác nhận làm Huấn luyện viên của chương trình Giọng hát Việt nhí mùa thứ 4. Đêm chung kết, thí sinh Trịnh Nhật Minh trở thành quán quân chương trình Giọng hát Việt nhí mùa 4. Cùng thời gian này, cô cùng với Ông Cao Thắng đào tạo nhóm nhạc LipB, Uni5 mang đậm phong cách Hàn Quốc và nhóm nhạc Hello Yellow (do 1 cuộc thi tìm kiếm nhóm nhạc do Sunsilk tài trợ). Ngày 23 tháng 4 Đông Nhi lần thứ 2 nhận giải nữ ca sĩ được yêu thích nhất với tổng bình chọn là 73.32% tại giải thưởng truyền hình HTV Awards lần thứ 10.
Ngày 2 tháng 10 năm 2016, Đông Nhi chính thức tổ chức liveshow của riêng mình sau hơn 8 năm ca hát với tên gọi It's Showtime - Dệt giấc mơ bay tại sân vận động Quân khu 7 Thành phố Hồ Chí Minh với sự tham gia của 15.000 khán giả. Sáng ngày 8 tháng 10 năm 2016 (giờ Việt Nam), thông qua fanpage chính thức, ban tổ chức giải thưởng Big Apple Music Awards 2016 gửi lời chức mừng đến Đông Nhi khi cô là người chiến thắng hạng mục Best Vietnamese Female Artist (Ca sĩ nữ xuất sắc nhất Việt Nam). Tối ngày 6 tháng 11 năm 2016, MTV Asia công bố Đông Nhi đã trở thành Nghệ sĩ Đông Nam Á xuất sắc nhất 2016.
Ngày 3 tháng 1 năm 2017, Đông Nhi chính thức xác nhận làm huấn luyện viên huấn luyện viên của chương trình Giọng hát Việt mùa thứ 4 bên cạnh các ca sĩ là Thu Minh, Noo Phước Thịnh và Tóc Tiên. Cũng trong tháng 1 ở Yan Vpop20 Award Đông Nhi nhận giải ở giải Nghệ sĩ của năm và tại Zing Music Award cô lần thứ 6 liên tiếp nhận giải thưởng Nữ ca sĩ được yêu thích nhất.
Vào ngày 14 tháng 2 năm 2017, Đông Nhi cho ra mắt music video Cảm ơn (We Belong Together) do Huỳnh Hiền Năng sáng tác. Đây là sản phẩm kết hợp cùng học trò Trịnh Nhật Minh được đầu tư quay tại Nhật Bản. Cũng trong tháng 2, Đông Nhi tiếp tục tung ra music video Love Me Too do Samsung tài trợ. Vào ngày 24 tháng 9 năm 2017, Đông Nhi sang Busan, Hàn Quốc để tham dự chương trình "Asia Song Festival 2017". Cô trình diễn hai ca khúc là Xin anh đừng và Bad Boy. Ngày 5 tháng 10 năm 2017, Đông Nhi cho ra mắt music video ballad Sao chẳng thể vì em đánh dấu sự trở lại của cô với dòng nhạc ballad sở trường, được quay tại Đài Loan với sự tham gia diễn xuất của Ông Cao Thắng. Tháng sau, cô lại tiếp tục cho ra mắt music video nhạc phim Cô Ba Sài Gòn với sự chắp bút của nhạc sĩ Only C với hình ảnh đẹp cộng thêm giai điệu bắt tai đã nhanh chóng tạo được sự yêu thích của giới trẻ.

### 2018–2024:Ten on Ten
Ngày 4 tháng 10 năm 2018, Đông Nhi là đại diện của Việt Nam biểu diễn tại sự kiện Đại nhạc hội ASEAN – Nhật Bản lần thứ hai diễn ra tại Tokyo, Nhật Bản. Cô đã phối lại ca khúc "Nụ cười Việt Nam" và lần đầu tiên biểu diễn trực tiếp ca khúc mới là "Xin lỗi anh quá phiền".
Ngày 28 tháng 10 năm 2018, cô phát hành đĩa đơn mở đường "Xin lỗi anh quá phiền", nằm trong album phòng thu thứ ba. Ngày 22 tháng 11 năm 2018, Đông Nhi tiếp tục phát hành bài hát "Giả vờ say". Ngày 8 tháng 12 năm 2018, bài hát "Gọi em đi", đĩa đơn thứ 3 trong album được phát hành, cô cũng công bố album Ten on Ten kỷ niệm 10 năm sự nghiệp ca hát của mình. Album chính thức ra mắt vào ngày 9 tháng 12 năm 2018, gồm màn hợp tác của Đông Nhi với các nghệ sĩ Đỗ Hiếu, Huỳnh Hiền Năng, Max Vol và Toof.P, Lục Huy của nhóm nhạc Uni5. Để quảng bá cho album, ngày 22 tháng 12 năm 2018, đêm hoà nhạc Ten on Ten chính thức tổ chức ở sân vận động Quân khu 7 với hơn 40.000 khán giả.
Đầu năm 2019, tại lễ trao giải Keeng Young Awards, Đông Nhi giành được hai hạng mục Ca khúc nhạc dance được yêu thích nhất cho "Xin lỗi anh quá phiền" và Ca sĩ của năm. Liên tiếp đó, tại lễ trao giải Giải Mai vàng lần thứ 24, Đông Nhi tiếp tục lần thứ 4 nhận giải Nữ ca sĩ nhạc nhẹ được yêu thích nhất. Ngày 16 tháng 4 năm 2019, tại Giải thưởng Âm nhạc Cống hiến lần thứ 14, Đông Nhi nhận được giải thưởng Ca sĩ của năm. Tối ngày 7 tháng 9 năm 2019, lễ trao giải VTV Awards 2019 được diễn ra, cô tiếp tục được một giải thưởng với hạng mục Ca sĩ ấn tượng VTV trước Mỹ Tâm, Noo Phước Thịnh, Lê Cát Trọng Lý và Đen Vâu. Tuy nhiên, do lịch trình bận rộn nên Đông Nhi đã không thể tham dự trực tiếp lễ trao giải này.
Sau đám cưới với Ông Cao Thắng, ngày 8 tháng 5 năm 2020, Đông Nhi hợp tác với Khắc Hưng và Kawaii Tuấn Anh phát hành bài hát "Khi con là mẹ", bài hát được lên ý tưởng và phát hành trong thời điểm cô mang thai và sự kiện Ngày của Mẹ.
Ngày 8 tháng 12 năm 2020, tạp chí Forbes Asia công bố danh sách 100 người nổi tiếng có sức ảnh hưởng trên mạng xã hội khu vực châu Á – Thái Bình Dương năm 2020 cùng với sự góp mặt của Đông Nhi bên cạnh 2 cái tên đến từ quốc gia Việt Nam là Trấn Thành và Chi Pu. Sau đó, Forbes Vietnam tiếp tục công bố 20 ngôi sao nổi bật nhất trên mạng xã hội, Đông Nhi đã tiến vào bảng xếp hạng này với vị trí thứ 10.
Vào ngày 23 tháng 4 năm 2022, Đông Nhi trở lại với MV "Đôi mi em đang u sầu" kết hợp cùng Wowy đạt top 1 trending YouTube. Giữa tháng 4 năm 2022, hình ảnh của Đông Nhi xuất hiện trên Quảng trường Thời Đại của New York trong chiến dịch EQUAL - Tôn Vinh Nghệ Sĩ Nữ Toàn Cầu của Spotify. Trong năm 2022, cô được mời làm ca sĩ biểu diễn tại đêm chung kết của ba cuộc thi nhan sắc là Hoa hậu Môi trường Việt Nam, Hoa hậu Hoàn vũ Việt Nam và Hoa hậu Thế giới Việt Nam. Ngoài ra, cô còn là ca sĩ chính thức thể hiện ca khúc "VINAWOMEN" - bài hát chủ đề chính thức của cuộc thi Hoa hậu Hoàn vũ Việt Nam 2022. Vào ngày 18 tháng 5 năm 2023, cô ra mắt ca khúc Những tháng năm tươi đẹp.

### 2025–nay:Theater of Dreams
Ngày 19 tháng 4 năm 2025, Đông Nhi cho ra mắt album phòng thu thứ tư của cô mang tên Theater of Dreams, đánh dấu lần hợp tác toàn diện của cô với DTAP.. Album Theater of Dreams gồm 13 bài hát, hiểu biết ý nghĩa sâu xa hơn thì mỗi bài hát tượng trưng cho 13 lá bài ẩn chính của Tarot. Thay vì là một sự trưởng thành truyền thống từ The Fool đến The World, thì album lần này sẽ đảo ngược hoàn toàn là từ The Fool đến The World. Cho thấy, album lần này vô cùng nổi bật khi đặc sắc âm nhạc Đông Nhi với những gam màu quen thuộc, nhưng vẫn mang lại sự mới mẻ và đầy đặc biệt như bước vào một chuyên phiêu lưu mới. Gồm những bản âm nhạc cũ như: Ý trời, Người ôm pháo hoa, Những năm tháng tươi đẹp; Được Đông Nhi sắp xếp theo trình tự một cách hợp lí. 
Những bản âm đặc sắc nhất có thể kể đến bài ca "Kỵ sĩ và Ánh Sao" (Tượng trưng cho lá bài The Star) Đây là một bài hát với đầy hoài niệm, đúng chất đặc sắc Đông Nhi nhưng vẫn thể hiện những gam màu đầy ấn tượng của thời đại tuổi trẻ. Với nhiều sự kết hợp hoàn hảo bởi DTAP, mọi thứ nhương như vô cùng trọn vẹn như món quà dành tặng "Potatoes" của mình sau 17 năm khởi nghiệp!
Album Theater of Dreams được chia gồm ba chương(phases): Chương 1: Hỗn loạn nội tâm || Chương 2: Chấp nhận chính mình || Chương 3: Hồi sinh bản ngã || Mỗi chương được chia đều theo từng Interlude nhất định như NZ và Những bản tình ca dang dở. Album thực sự cho thấy một suy nghĩ táo bạo và mới mẻ từ Đông Nhi và DTAP, từ đó Album hiện tại có giá trị nghe lại vô cùng cao, như một hành trình từ một nữ ca sĩ âm nhạc đã tháo bỏ bộ mặt nạ và tìm lại những ngày tháng vô tư vô lo và đầy hoài bão của chính mình. 
Không những thế, khi bạn lắng nghe Album Theater of Dreams, những giai điệu u tối và sẫm màu và có phần tối tăm bắt đầu từ bài Tinh Cầu Bốc Cháy đến bài Một-Không (1-0)  Nhưng khi bạn tiếp tục lắng nghe những bản hòa ca tiếp theo, những bài hát sẽ dần sáng, thông thả và nhẹ nhàng cũng như trong sáng hơn, bắt đầu từ bài NZ đến bài Những tháng năm tươi đẹp. Đấy chính là lúc cô tìm lại chính mình, và rồi bước tiếp trên hành trình rực rỡ phía trước.

## Phong cách nghệ thuật
Từ khi khởi nghiệp đến album đầu tay The First Step vào năm 2010, Đông Nhi ghi dấu ấn bởi các ca khúc do cô tự sáng tác cũng như thành công khi đi vào lòng khán giả trẻ, con đường nghệ thuật cũng rộng mở hơn khi các sản phẩm âm nhạc của cô luôn được khán giả đón nhận như loạt hit vào thời điểm đó: Cho em một lần yêu, Sau mỗi giấc mơ,... Nếu như The First Step (2010), Sau mỗi giấc mơ (2012) là các sáng tác mang yếu tố của dòng nhạc pop hơn cả thì thể loại dance lại đậm chất trong I Wanna Dance (2014), Bad Boy (2014). Đông Nhi từng thổ lộ việc lấy những nghệ sĩ hàng đầu làm hình mẫu cho bản thân. Cô cũng là nghệ sĩ luôn chịu khó đầu tư các sản phẩm âm nhạc không chỉ về giọng hát mà còn về các yếu tố khác.
Đông Nhi sở hữu chất giọng nữ cao trữ tình (Lirico Soprano), tuy vậy khán giả nhìn nhận Đông Nhi ở cảm xúc và khả năng truyền cảm giọng hát nhiều hơn là kỹ thuật, vũ đạo cũng là lợi thế của cô, lối trình diễn vừa hát vừa nhảy đòi hỏi kỹ thuật lấy hơi và thở điêu luyện. Song, giới chuyên môn và người hâm mộ đánh giá ở một Đông Nhi luôn cống hiến cũng như trau chuốt các sản phẩm của mình, từ đó thể hiện được sự chuyên nghiệp ở cô.
"Bạn là một ca sĩ, một nghệ sĩ chăm chỉ. Tôi biết điều này qua anh Hồ Hoài Anh. Anh ấy cũng đã ca ngợi bạn. Bạn là một người nỗ lực trong 11 liveshow, bạn là người có tinh thần gần về tập luyện và cũng có rất là nhiều những cái khiến chúng tôi xúc động. Đầu tiên chính là từng tuần, giọng hát của bạn đã thay đổi cho đến hôm nay, tuần trước tôi khen bạn hát hay, tuần này anh Phong khen bạn hát hay. Đấy là cái tôi mừng ở bạn vì khi tôi nhìn các sản phẩm bạn làm ở ngoài thị trường thì chưa nói hết một Đông Nhi và trong sân chơi The Remix bạn đã thể hiện hết mình, bạn đã cho tôi thú vị từ những đêm thi không phải sở trường của bạn nhưng bạn lại làm hết khả năng của mình. Cái đấy chính là cái mà tôi đánh giá tinh thần nghệ sĩ của bạn".— Nhạc sĩ Lưu Thiên Hương từng nhận xét trong cuộc thi Hòa Âm Ánh Sáng

"Mình vui vì đã nhìn thấy một người, người này rất đáng yêu, tốt bụng, chịu khó, có trước có sau và quan trọng nhất chính là chân thật. Và từ đó mà xung quanh người này cũng toàn những người như vậy. Mình có niềm tin về một tương lai rực rỡ đối với người này và cả ekip, và cả nền âm nhạc. Là Đông Nhi. Tất cả là mồ hôi chất xám, lao động của một nhóm người có tâm, làm việc miệt mài, và không lùi bước cho sự dễ dãi. Có Hiếu, có Nhi biên đạo, các bạn dancers trong đội của Nhi, có Thắng. Các bạn đã thuyết phục hoàn toàn những giám khảo còn lại bằng tất cả sự đam mê"— Nhạc sĩ Nguyễn Hải Phong từng chia sẻ trên trang Facebook cá nhân

## Đời tư
Vào năm 2009, Đông Nhi chính thức công khai chuyện tình cảm với Ông Cao Thắng. Không lâu sau đó, Ông Cao Thắng cùng góp mặt trong nhiều video âm nhạc của Đông Nhi, bao gồm "Ác mộng của những giấc mơ" (2010), "Sau mỗi giấc mơ" (2012), "Tìm về" (2013), "Ta là của nhau" (2015), "I Wanna Be Your Love" (2016), "Love Me Too" (2017) và "Yêu là cưới" (2019). Bốn năm sau khi tuyên bố hẹn hò, Ông Cao Thắng đã tạm ngưng sự nghiệp âm nhạc, anh thành lập công ty giải trí và trở thành quản lý riêng, làm hậu thuẫn cho bạn gái của mình.
Ngày 9 tháng 7 năm 2019, Đông Nhi đã chấp nhận lời cầu hôn của Ông Cao Thắng trên một tòa nhà cao tầng tại Thành phố New York. Nữ ca sĩ đã đăng tải bức ảnh đeo nhẫn kim cương lên trang Facebook cá nhân của mình với dòng trạng thái: "Em đồng ý được cùng anh đi đến cuối cuộc đời. Cũng đã đến ngày em trở thành cô dâu". Ngày 13 tháng 8 năm 2019, Đông Nhi và Ông Cao Thắng được bắt gặp đang chụp ảnh cưới trên đường phố Sydney tại Úc. Sáng ngày 8 tháng 11 năm 2019, Đông Nhi và Ông Cao Thắng làm lễ rước dâu. Sau đó một ngày, vào buổi chiều ngày 9 tháng 11 năm 2019, cả hai chính thức tổ chức hôn lễ.
Vào ngày 28 tháng 4 năm 2020, Đông Nhi công khai đang mang thai con đầu lòng sau 5 tháng kết hôn bằng một tấm ảnh được đăng lên các nền tảng mạng xã hội. Tối ngày 26 tháng 10 năm 2020, cô đã hạ sinh con gái đầu lòng có tên là Ông Yên Nhi (tên thân mật là Winnie). Rạng sáng ngày 21 tháng 8 năm 2024, cô đã hạ sinh con gái thứ hai có tên Ông Gia Hân (tên thân mật là Hannie).

## Danh sách đĩa nhạc
- The First Step (2010)
- I Wanna Dance (2014)
- Ten on Ten (2018)
- Theater of Dreams (2025)

## Điện ảnh

### Phim
| Năm  | Tên phim                       | Vai diễn   | Kênh       | Ghi chú   |
| ---- | ------------------------------ | ---------- | ---------- | --------- |
| 2009 | Giải cứu thần chết             | Hà My      | Điện ảnh   | Vai Phụ   |
| 2009 | Thứ ba học trò                 | Kỳ Thư     | HTV9       | Vai Chính |
| 2010 | Công chúa teen và ngũ hổ tướng | Nhi        | Điện ảnh   | Vai Phụ   |
| 2012 | Bộ tứ hoàn hảo                 | Nhi        | Chiếu mạng | Vai Chính |
| 2012 | Giác quan thứ sáu              | Ma         | Chiếu mạng | Vai Chính |
| 2015 | Chiến dịch chống ế 2           | Đông Nhi   | YanTV      | Khách Mời |
| 2017 | Còn nơi đó chờ em              | Chi        | Chiếu mạng | Vai Chính |
| 2017 | Cô Ba Sài Gòn                  | Tuyền Nhân | Điện ảnh   | Khách Mời |
| 2020 | Kẻ săn tin                     | Đông Nhi   | Chiếu mạng | Khách Mời |

## Chương trình truyền hình
| Năm  | Chương trình/ Cuộc thi                                           | Vai trò                       | Cùng                                                                              | Phát sóng trên         |
| ---- | ---------------------------------------------------------------- | ----------------------------- | --------------------------------------------------------------------------------- | ---------------------- |
| 2007 | Thần tượng âm nhạc: Vietnam Idol (mùa 1)                         | Thí sinh                      |                                                                                   | HTV9                   |
| 2010 | Star 24/7                                                        | Khách mời                     |                                                                                   | YanTV - SCTV2          |
| 2010 | 2! Idol                                                          | Khách mời                     |                                                                                   | Yeah1TV - SCTV4 & VTC4 |
| 2011 | Leo&U                                                            | Khách mời                     | Ông Cao Thắng                                                                     | YanTV - SCTV2          |
| 2011 | Thăm nhà người nổi tiếng                                         | Khách mời                     |                                                                                   | THVL1                  |
| 2011 | Alo Alo                                                          | Khách mời                     |                                                                                   | Yeah1TV - VTC4         |
| 2011 | Thật & Thách                                                     | Khách mời                     |                                                                                   | Yeah1TV - VTC4         |
| 2012 | Bài hát yêu thích (Liveshow tháng 3)                             | Ca sĩ                         |                                                                                   | VTV3                   |
| 2012 | Leo&U (Số đặc biệt - 2)                                          | Khách mời                     |                                                                                   | YanTV - SCTV2          |
| 2012 | Bài hát yêu thích (Liveshow tháng 4)                             | Ca sĩ                         |                                                                                   | VTV3                   |
| 2012 | Vui cùng sao                                                     | Khách mời                     | Ông Cao Thắng                                                                     | Yeah1TV - VTC4         |
| 2013 | Tôi dám hát (Tập 4)                                              | Người chơi                    | Dương Gia Huy                                                                     | YanTV - SCTV2          |
| 2013 | Tích tắc                                                         | Khách mời                     | Ông Cao Thắng                                                                     | YanTV - SCTV2          |
| 2013 | Tâm điểm YanTV                                                   | Khách mời                     | Ông Cao Thắng                                                                     | YanTV - SCTV2          |
| 2013 | Bước nhảy hoàn vũ (Mùa 4)                                        | Dẫn chương trình              | Lương Mạnh Hải                                                                    | VTV3                   |
| 2013 | Chuyên cơ số 6                                                   | Khách mời                     |                                                                                   | VTV6                   |
| 2013 | Một bước để chiến thắng (Số 13)                                  | Người chơi                    |                                                                                   | VTV6                   |
| 2014 | Muzik+ (Tập 1)                                                   | Ca sĩ khách mời               |                                                                                   | K+NS                   |
| 2014 | Đố ai hát được (Tập 2)                                           | Người chơi                    | Ngô Kiến Huy                                                                      | VTV3                   |
| 2014 | Yan Chat                                                         | Khách mời                     | Ông Cao Thắng                                                                     | YanTV - SCTV2          |
| 2014 | Bước nhảy hoàn vũ (mùa 5) (Tập 7)                                | Ca sĩ khách mời               |                                                                                   | VTV3                   |
| 2014 | Vui sống mỗi ngày (14/2)                                         | Khách mời                     | Ông Cao Thắng                                                                     | VTV3                   |
| 2014 | Cặp đôi hoàn hảo (mùa 2) (Tập 2)                                 | Ca sĩ khách mời               |                                                                                   | VTV3                   |
| 2014 | Thử thách cùng bước nhảy (mùa 3) (Tập 27)                        | Ca sĩ khách mời               |                                                                                   | HTV7                   |
| 2014 | Vợ chồng mình hát (Mùa 1)                                        | Giám khảo                     | Ông Cao Thắng                                                                     | HTV9                   |
| 2014 | Vui sống mỗi ngày (22/7)                                         | Khách mời                     |                                                                                   | VTV3                   |
| 2014 | 2M Box                                                           | Khách mời                     |                                                                                   | VTV6                   |
| 2015 | Bài hát yêu thích (Liveshow tháng 6)                             | Ca sĩ                         |                                                                                   | VTV1                   |
| 2015 | Người bí ẩn (Mùa 2 - Tập 13)                                     | Người chơi                    | Lâm Vinh Hải                                                                      | HTV7                   |
| 2015 | Hoán đổi (Tập 4)                                                 | Ca sĩ khách mời               |                                                                                   | VTV3                   |
| 2015 | Ngôi sao phương Nam                                              | Giám khảo                     |                                                                                   | THVL1                  |
| 2015 | The Remix - Hòa âm Ánh sáng (mùa 1)                              | Thí sinh                      | Đỗ Hiếu, Mike Hào                                                                 | VTV3                   |
| 2015 | Thử thách cùng bước nhảy (mùa 4) (Gala 9)                        | Giám khảo khách mời           |                                                                                   | HTV7                   |
| 2015 | Thần tượng âm nhạc: Vietnam Idol (mùa 6) (Kết Quả Gala 1)        | Ca sĩ khách mời               |                                                                                   | VTV3                   |
| 2015 | Cafe sáng cuối tuần (21/6)                                       | Khách mời                     |                                                                                   | VTV3                   |
| 2015 | Thay lời muốn nói (Tháng 5)                                      | Ca sĩ khách mời               | Ông Cao Thắng                                                                     | HTV9                   |
| 2016 | Thần tượng âm nhạc: Vietnam Idol (mùa 7) (Gala 4)                | Ca sĩ khách mời               |                                                                                   | VTV3                   |
| 2016 | Giọng hát Việt nhí (mùa 4)                                       | Huấn luyện viên               | Ông Cao Thắng                                                                     | VTV3                   |
| 2016 | Bữa trưa vui vẻ (25/9)                                           | Khách mời                     |                                                                                   | VTV6                   |
| 2016 | Hoa hậu Việt Nam (Chung kết)                                     | Ca sĩ khách mời               | Bi Rain, Tóc Tiên, Noo Phước Thịnh, Hà Anh Tuấn                                   | VTV1 VTV9              |
| 2017 | Remix New Generation - Hòa âm Ánh sáng (mùa 3) (Tập 6)           | Ca sĩ khách mời               |                                                                                   | VTV3                   |
| 2017 | Remix New Generation - Hòa âm Ánh sáng (mùa 3) (Tập 13)          | Giám khảo khách mời           |                                                                                   | VTV3                   |
| 2017 | Giọng hát Việt (mùa 4)                                           | Huấn luyện viên               |                                                                                   | VTV3                   |
| 2017 | Người mẫu Việt Nam: Vietnam's Next Top Model, Mùa thi 8 (Tập 12) | Ca sĩ khách mời               |                                                                                   | VTV3                   |
| 2017 | Thay lời muốn nói (Tháng 2)                                      | Ca sĩ khách mời               | Phạm Quỳnh Anh                                                                    | HTV9                   |
| 2018 | Hoa hậu Việt Nam (Đêm thi Người đẹp Biển, Người đẹp Du lịch)     | Ca sĩ khách mời               | Quang Lê, Trọng Hiếu, UNIS                                                        | VTV9                   |
| 2019 | Sóng xuân 19                                                     | Khách mời                     |                                                                                   | HTV2                   |
| 2019 | Studio H9 - Hẹn cuối tuần (Mùa 2 - Tập 6)                        | Khách mời                     |                                                                                   | HTV7                   |
| 2019 | Chạy đi chờ chi (Tập 14)                                         | Khách mời                     | Trương Thế Vinh, Jun Phạm và một số thành viên khác                               | HTV7                   |
| 2019 | Hoa hậu Thế giới Việt Nam (Chung kết)                            | Ca sĩ khách mời               | Lệ Quyên, Đàm Vĩnh Hưng, Chi Pu, Hoàng Thùy Linh, Ái Phương                       | VTV1 VTV8              |
| 2019 | Ơn giời cậu đây rồi! (Mùa 6 - Tập 8)                             | Trấn Thành, Hữu Tín, Gia Linh |                                                                                   |                        |
| 2021 | Giọng hát Việt nhí (mùa 8) (Bán kết)                             | Giám khảo khách mời           |                                                                                   | VTV3                   |
| 2021 | Sàn đấu vũ đạo (Tập 1)                                           | Giám khảo khách mời           |                                                                                   | HTV7                   |
| 2021 | Nhà vô địch (Tập 1)                                              | Giám khảo khách mời           |                                                                                   | VTV3                   |
| 2022 | Hoa hậu Thể thao Việt Nam (Chung kết)                            | Ca sĩ khách mời               |                                                                                   | VTV9                   |
| 2022 | Hoa hậu Hoàn vũ Việt Nam (Chung kết)                             | Ca sĩ khách mời               | Hồ Ngọc Hà, DA LAB, Lân Nhã                                                       | VTV3                   |
| 2022 | Hoa hậu Hòa bình Việt Nam (Chung kết)                            | Ca sĩ khách mời               | Bích Phương, MONO                                                                 | YouTube                |
| 2022 | Vote For Five                                                    | Mentor                        | Isaac (ca sĩ) (Mentor), Trúc Nhân (Mentor), Trịnh Thăng Bình (MC), Hari Won (MC). |                        |
| 2022 | Bài hát hay nhất- Big song big deal                              | Giám khảo khách mời           |                                                                                   |                        |
| 2022 | Hoa hậu Du lịch Việt Nam (Chung kết)                             | Ca sĩ khách mời               | Thu Minh, Soobin Hoàng Sơn, Quân A.P                                              | VTV Cần Thơ            |
| 2023 | Hoa hậu Thế giới Việt Nam (Chung kết)                            | Ca sĩ khách mời               | Quang Dũng, Hiền Thục, Võ Hạ Trâm, Lona                                           | VTV2                   |
| 2023 | Thần tượng âm nhạc Việt Nam (mùa 8) (Chung kết)                  | Ca sĩ khách mời               | Tăng Duy Tân, Sơn Tùng M-TP                                                       | VTV3                   |

## Lưu diễn

### Chuyến lưu diễn
- Sunsilk Music Party – Mềm mượt những giấc mơ (2015) (đồng trình diễn cùng Khởi My và Bảo Anh)

### Các buổi diễn trực tiếp
- Fresh Concert – Đại nhạc hội sảng khoái (2012)
- It's Showtime (2016)
- Ten on Ten (2018)
- Mây Lang Thang (2022)